# Mistrovství Evropy v boxu žen 2001
I. mistrovství Evropy žen v boxu proběhlo v Saint-Amand-les-Eaux, Francie ve dnech 10. až 14. dubna 2001. Organizátorem turnaje mistrovství Evropy byla European Amateur Boxing Association (EABA).

## Česká stopa
Česko se tohoto mistrovství Evropy neúčastnilo.

## Výsledky
| Ženy   | Zlato                        | Stříbro                       | Bronz                         | Bronz                          |
| ------ | ---------------------------- | ----------------------------- | ----------------------------- | ------------------------------ |
| –45 kg | Oria Mahmoudová (FRA)        | Marija Narožnyková (HUN)      | Hülya Ergünová (TUR)          | Jelena Sabitovová (RUS)        |
| –48 kg | Hülya Şahinová (TUR)         | Vanessa Berteauxová (FRA)     | Rita Takácsová (HUN)          | Eleftheria Paleologosová (GRE) |
| –51 kg | Hasibe Özerová (TUR)         | Dagmar Kochová (GER)          | Viktorija Usačenková (RUS)    | Viktória Milóová (HUN)         |
| –54 kg | Jelena Karpačovová (RUS)     | Audrey Garciaová (FRA)        | Camilla Munsterhjelmová (FIN) | Kalliopi Geicidisová (GRE)     |
| –57 kg | Henriette Birkelandová (NOR) | Zsuzsanna Szuknaiová (HUN)    | Camilla Karlssonová (SWE)     | Galina Radionovová (RUS)       |
| –60 kg | Taťjana Čalá (RUS)           | Elena Hagiová (MDA)           | Nacera Baghdadová (FRA)       | Marina Chadzopulosová (GRE)    |
| –63 kg | Myriam Lamareová (FRA)       | Nikoletta Kavková (GRE)       | Julija Němcovová (RUS)        | Eva Wahlströmová (FIN)         |
| –66 kg | Irina Siněcká (RUS)          | Esther Durandová (FRA)        | Ivett Pruzsinszká (HUN)       | Hanne Rahkolaová (FIN)         |
| –69 kg | Olga Slavinská (RUS)         | Nurhayat Hiçyakmazerová (TUR) | Anita Duczaová (HUN)          | Emilie Cueninová (FRA)         |
| –73 kg | Svetlana Andrejevová (RUS)   | Anna Laurellová (SWE)         | Iryna Korabelnykovová (UKR)   | Mehtap Bakışová (TUR)          |
| –77 kg | —                            | —                             | —                             | —                              |
| +77 kg | Olga Domuladžanová (RUS)     | Stephanie Bofová (FRA)        | —                             | —                              |

## Medailová bilance
V boxu se rozdělilo celkem 11 (12) sad medailí.
| Pořadí | Stát            |       | Ženy    | Ženy  | Ženy | Celkem |
| Pořadí | Stát            | Zlato | Stříbro | Bronz |      | Celkem |
| ------ | --------------- | ----- | ------- | ----- | ---- | ------ |
| 1.     | Rusko (RUS)     |       | 6       | 0     | 4    | 10     |
| 2.     | Francie (FRA)   |       | 2       | 4     | 2    | 8      |
| 3.     | Turecko (TUR)   |       | 2       | 1     | 2    | 5      |
| 4.     | Norsko (NOR)    |       | 1       | 0     | 0    | 1      |
| 5.     | Maďarsko (HUN)  |       | 0       | 2     | 4    | 6      |
| 6.     | Řecko (GRE)     |       | 0       | 1     | 3    | 4      |
| 7.     | Švédsko (SWE)   |       | 0       | 1     | 1    | 2      |
| 8.     | Německo (GER)   |       | 0       | 1     | 0    | 1      |
| 8.     | Moldavsko (MDA) |       | 0       | 1     | 0    | 1      |
| 10.    | Finsko (FIN)    |       | 0       | 0     | 3    | 3      |
| 11.    | Ukrajina (UKR)  |       | 0       | 0     | 1    | 1      |
| Celkem | Celkem          |       | 11      | 11    | 20   | 42     |